# سیارک ۳۴۴۸
سیارک ۳۴۴۸ (به انگلیسی: 3448 Narbut، نامگذاری:1977QA5) سه هزار و چهارصد و چهل و هشتمین سیارک کشف شده‌است که در ۲۲ اوت ۱۹۷۷ کشف شد.
قدر مطلق سیارک برابر ۱۳٫۱۰ است.